# Eat a Peach
Eat a Peach ist ein Doppelalbum mit Studio- und Liveaufnahmen der US-amerikanischen Allman Brothers Band. Es erschien im Februar 1972 und ist das letzte Album mit dem kurz zuvor verstorbenen Duane Allman. Das Album ist ihm gewidmet.

## Entstehung
Mit dem Album At Fillmore East, das im Juli 1971 erschien und Platz 13 der US-Charts erreichte, war den Allman Brothers der kommerzielle Durchbruch gelungen. Die Band hatte in den Criteria Studios in Miami drei Lieder für ein nächstes Album aufgenommen, als Duane Allman am 29. Oktober 1971 bei einem Motorradunfall starb. Darunter war Little Martha, das einzige Lied der Band, das Duane Allman allein geschrieben hat. Für Eat a Peach wurden zusätzlich Liveaufnahmen aus dem Fillmore East verwendet, vor allem Mountain Jam, die über eine halbe Stunde dauernde Improvisation über Donovans There Is a Mountain (auf dem Beiblatt des Albums als „Theme from First There Is a Mountain“ bezeichnet), sowie drei Stücke, die die Band nach Duane Allmans Tod aufnahm (Seite 1 der LP). Das von Gregg Allman geschriebene erste Lied des Albums, Ain’t Wastin’ Time No More reflektiert dabei das trotzige Weitermachen nach dem Verlust seines Bruders.

## Stil und Rezeption
Die Hälfte des Albums nimmt die auf Donovans Lied beruhende instrumentale Improvisation Mountain Jam ein, „verankert in solidem Rock, aber auch sanft in den Wolken jazzartiger Improvisation wirbelnd“. Die beiden weiteren Liveaufnahmen sind Coverversionen von Elmore James und Muddy Waters.
Tony Glover vom Rolling Stone hält das Instrumental Les Brers in A Minor für ein Meisterstück und lobt die Ballade Melissa für die starke akustische Gitarre und Gregg Allmans zurückhaltenden Gesang.
Stephen Thomas Erlewine von allmusic gab dem Album fünf von fünf möglichen Sternen, sieht die Band mit diesem Album auf ihrem Höhepunkt und hält das abschließende mit akustischen Gitarren gespielte Instrumentalstück Little Martha für einen Beweis von Duane Allmans immensem Talent.
Das Album selbst erreichte Platz 4 in den US-Charts, die ausgekoppelten Singles Ain’t Wastin’ Time No More, Melissa und One Way Out waren weniger erfolgreich.
Das Klappcover, das auf der Vorderseite einen Lastwagen mit einem riesigen Pfirsich auf der Ladefläche und im Innern eine fantastische Landschaft mit Pilzen zeigt, wurde vom Rolling Stone unter die 100 Greatest Album Covers of All Time gewählt.

## Titelliste

### Original-Album

#### Seite 1
1. Ain’t Wastin’ Time No More (Gregg Allman) – 3:40
2. Les Brers in A Minor (Dickey Betts) – 9:05
3. Melissa (Gregg Allman/Steve Alaimo) – 3:50

#### Seite 2
1. Mountain Jam (Donovan Leitch/Duane Allman/Gregg Allman/Dickey Betts/Jai Johanny Johanson/Berry Oakley/Butch Trucks) – 19:37 – Live

#### Seite 3
1. One Way Out (Marshall Sehorn/Sonny Boy Williamson/Elmore James) – 4:58 – Live
2. Trouble No More (Muddy Waters) – 3:28 – Live
3. Stand Back (Gregg Allman/Berry Oakley) – 3:25 – Mit Duane Allman
4. Blue Sky (Dickey Betts) – 5:10 – Mit Duane Allman
5. Little Martha (Duane Allman) – 2:08 – Mit Duane Allman

#### Seite 4
1. Mountain Jam, Cont’d – 15:06 – Live

Auf späteren CD-Veröffentlichungen bilden Mountain Jam und Mountain Jam, Cont’d zusammen das vierte Stück.

### Deluxe Edition
2006 wurde eine Deluxe Edition von Eat a Peach als Doppel-CD veröffentlicht. Die zweite CD enthält zusätzlich die Aufnahme des kompletten Konzerts vom 27. Juni 1971 im Fillmore East. An diesem Tage wurde das Musiktheater endgültig geschlossen.
1. Statesboro Blues (Will McTell)  – 4:28
2. Don’t Keep Me Wonderin’ (Gregg Allman)  – 3:46
3. Done Somebody Wrong (Clarence L. Lewis, Elmore James, Morris Levy) – 3:38
4. One Way Out (Marshall Sehorn, Elmore James) – 5:08
5. In Memory of Elizabeth Reed (Dickey Betts) – 12:51
6. Midnight Rider (Gregg Allman) – 3:11
7. Hot ’Lanta (Gregg Allman, Duane Allman, Dickey Betts, Butch Trucks, Berry Oakley, Jai Johanny Johanson) – 5:51
8. Whipping Post (Gregg Allman) – 20:06
9. You Don’t Love Me (Willie Cobbs) – 17:24

## Chart-Erfolge
Das Album erreichte Platz 4 der Billboard 200, die Singles Ain’t Wastin’ Time No More Platz 77, Melissa Platz 86 und One Way Out ebenfalls Platz 86 der Billboard Hot 100. Die RIAA zeichnete Eat a Peach bereits kurz nach Erscheinen mit Gold aus und im Dezember 1995 mit Platin.